# Nandus
Nandus és un gènere de peixos pertanyent a la família Nandidae.

## Taxonomia
- Nandus andrewi (Ng & Jaafar, 2008)[2]
- Nandus mercatus (Ng, 2008)[3]
- Nandus nandus (Hamilton, 1822)[4][5]
- Nandus nebulosus (Gray, 1835)[6]
- Nandus oxyrhynchus (Ng, Vidthayanon & Ng, 1996)[7]
- Nandus prolixus (Chakrabarty, Oldfield & Ng, 2006)[8][9][10][11][12][13][14]